# École Zahle
L'école N. Zahle (en danois : N. Zahles Skole) est une école privée danoise située sur Nørre Voldgade, à Copenhague, au Danemark. Créée en 1851 et nommée d'après sa fondatrice, Natalie Zahle, l'institution assure des cours allant de l'école primaire au lycée. 
Historiquement, il s'agit d'une école pour filles.
L'école compte, parmi ses élèves les plus célèbres, la reine Margrethe II de Danemark ainsi que ses sœurs cadettes, les princesses Anne-Marie et Bénédikte. La femme politique Elna Munch y a aussi étudié, ainsi que Ada Adler et la résistante Gabriele Rohde.